# Elatostema longifolium
Elatostema longifolium är en nässelväxtart som beskrevs av Hugh Algernon Weddell. Elatostema longifolium ingår i släktet Elatostema och familjen nässelväxter. Inga underarter finns listade i Catalogue of Life.